# Margraten

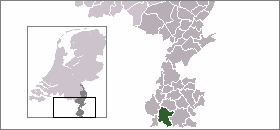
Margratens läge

Margraten är en historisk kommun i provinsen Limburg i Nederländerna. Kommunens totala area är 57,70 km² (där 0,00 km² är vatten) och invånarantalet är på 13 504 invånare (2005).